# Ricaldone
Ricaldone (Ricaldòn in piemontese) è un comune italiano di 604 abitanti della provincia di Alessandria in Piemonte, nella zona del Monferrato.

## Origini del nome
Ricaldone trae origine nel Medioevo ed è costituito da due vocaboli: Runcus e Aldo, quest'ultimo nella forma del genitivo Aldonis. Runcus significa roncola, arma d'asta corta, ma può voler dire anche un attrezzo per estirpare i rovi e quindi si ricollega a sterpeto, roveto, terreno incolto con spine. La seconda parte è costituita dal patronimico Aldo, nome che venne introdotto in Italia nel VII secolo nella forma latinizzata Aldo, Aldonis. In definitiva Ricaldone sta per "lo sterpeto del germano Aldo" il quale, a capo dell'etnia longobarda, nel 642-643 occupò questi territori.

## Storia
La comunità di Ricaldone si resse sempre con Statuti propri: i vari feudatari acquistavano diritti su territori che vendevano successivamente al miglior acquirente. In epoca antica vi furono tre famiglie di origine manfredinga che governarono Ricaldone: furono i signori di Canelli, poi i signori di Ricaldone, ramo della famiglia dei signori di Canelli, che ebbero il feudo per eredità da Alberto Montabone. Infine i Colombo, signori di Cuccaro, nel basso Monferrato che ebbero anche una parte della giurisdizione su Ricaldone.
Nel 1100 sono i signori di Canelli a dominare il feudo di Ricaldone che nella marca aleramica fece parte del consortile di Barberio-Alice, uno dei sei (con Agliano, Canelli, Calamandrana, Lanerio, Melazzo) paesi che costituirono il comitato di Acquesana nell'XI secolo. Nel 1178 fu citato tra i beni dell'abbazia di San Quintino di Spigno. Nel 1199 fu distrutto dagli Alessandrini.
Il 3 agosto del 1240 Federico II investì alcuni marchesi come regnanti di Ricaldone.
Nel 1430 i Marchesi di Incisa, alleati di Milano e del Monferrato, ottennero la signoria di Ricaldone dai Visconti, che fu confermata da una bolla dell'imperatore Sigismondo.
Nel 1518 il marchese Guglielmo lasciò Ricaldone alla moglie Anna d'Alençon; poi il paese passò in varie mani, dai Paleologi, dai Colombo, dai Beccio, dai Peretti fino a giungere alla famiglia Gandolfi di Melazzo, originaria di Porto Maurizio.
Nel 1774 conquistò l'indipendenza.

### Simboli
Lo stemma comunale e il gonfalone sono stati concessi con decreto del presidente della Repubblica del 24 febbraio 1995.
Il gonfalone è un drappo partito di azzurro e di rosso.

## Monumenti e luoghi d'interesse

### Chiesa dei Santi Simone e Giuda Taddeo
La Chiesa dei Santi Simone e Giuda Taddeo sostituì, verso la metà del XVI secolo, la chiesa di San Michele, che rimane ora all'ingresso del paese. Le date fanno riferimento ad alcune incisioni sul portale maggiore (14 luglio 1566), da altre due indicazioni anteriori poste una sull'altare policromo di San Francesco (1533) e sulla vetrata di Santa Barbara (1553). La costruzione dell'edificio, però, sembra risalire a un'epoca antecedente. Già alcuni Statuti del 1493 parlano di una chiesa dedicata ai Santi Simone e Giuda.
La struttura interna è oggi a quattro navate, ma in origine erano tre; la retronavata, alla destra di chi entra, fu aggiunta in parte nel XVII secolo e in parte nel 1750. Sette erano in origine gli altari: quello maggiore, fu demolito e rifatto in marmo, insieme alla balaustra; a sinistra di chi entra si trova quello dedicato a San Francesco, la cui mensa venne ricostruita in marmo. Alla destra di chi entra e di fronte alla navata laterale destra, esiste tuttora l'altare del Suffragio detto anche di San Sebastiano, su cui è domina una tela seicentesca che raffigura la Beata Vergine con San Simone Stock e San Sebastiano e in basso le anime del purgatorio. Accanto a questo è posta un'edicola dedicata a Sant'Antonio da Padova. Del periodo cinquecentesco rimangono oggi anche le due pregevoli volte delle cappelle della Madonna del Rosario e di San Giuseppe, che presentano le decorazioni in stucco ancora intatte; del secolo successivo rimane l'altare del Suffragio (detto di San Sebastiano).

### Palazzo Gandolfi-Alliaga
Palazzo nobiliare con giardino circostante, costruito nel 1700, situato vicino al Municipio.

### Museo Luigi Tenco
Situato nell'edificio dell'ex-Asilo Comunale, il Museo è denominato "Centro di Documentazione Permanente Luigi Tenco", dedicato al cantautore ed alle sue composizioni e canzoni nonché alla sua vita.

Nel cimitero è sepolto il cantante,  morto tragicamente nella notte tra il 26 e il 27 gennaio 1967 durante il Festival di Sanremo.

## Società

### Evoluzione demografica
Abitanti censiti

## Geografia antropica

### Frazioni
Baiascera, Battigia, Bicogno, Borella, Boschi, Bricco, Broglio, Caldana, Campolungo, Camporinaldo, Cappelletta, Celle, Costa, Cuniggio, Fontana Perla, Gazzolo, Guasasco, Imperiale, Madonna, Mezzane, Molinetta, Montà, Monticelli, Peceto, Predamonte, Quarto, Rioglio, Rocche, Rovile, San Bernardo, San Sebastiano, Sant'Angelo, Sarogna, Sgorlo, Spessa, Vallerenzo, Valmorana, Valporcile, Vantiggi, Violina

## Economia
La più importante attività imprenditoriale di Ricaldone è la viticoltura. La cantina sociale, denominata "Tre Secoli s.c.a." a seguito della fusione nel 2008 con la cantina sociale di Mombaruzzo, riunisce oltre 200 soci e trasforma oltre 60 000 quintali di uva, producendo circa 50 000 ettolitri di vini a denominazione di origine controllata e garantita.

## Amministrazione
Di seguito è presentata una tabella relativa alle amministrazioni che si sono succedute in questo comune.
| Periodo        | Periodo        | Primo cittadino       | Partito                                          | Carica  | Note  |
| -------------- | -------------- | --------------------- | ------------------------------------------------ | ------- | ----- |
| 1955           | 1980           | Guido Sardi           |                                                  | Sindaco |       |
| 1980           | 1985           | Celestino Icardi      |                                                  | Sindaco |       |
| 24 giugno 1985 | 25 maggio 1990 | Celestino Icardi      | Partito Comunista Italiano                       | Sindaco | [ 6 ] |
| 25 maggio 1990 | 24 aprile 1995 | Celestino Icardi      | Partito Comunista Italiano                       | Sindaco | [ 6 ] |
| 24 aprile 1995 | 14 giugno 1999 | Celestino Icardi      | Progressisti                                     | Sindaco | [ 6 ] |
| 25 giugno 1999 | 14 giugno 2004 | Celestino Icardi      | centro-sinistra                                  | Sindaco | [ 6 ] |
| 14 giugno 2004 | 8 giugno 2009  | Massimo Lovisolo      | lista civica                                     | Sindaco | [ 6 ] |
| 8 giugno 2009  | 26 maggio 2014 | Massimo Lovisolo      | lista civica Insieme per Ricaldone               | Sindaco | [ 6 ] |
| 26 maggio 2014 | 27 maggio 2019 | Massimo Lovisolo      | lista civica Insieme per Ricaldone               | Sindaco | [ 6 ] |
| 27 maggio 2019 | 9 giugno 2024  | Laura Graziella Bruna | lista civica Sviluppo e territorio per Ricaldone | Sindaco | [ 6 ] |
| 9 giugno 2024  | in carica      | Laura Graziella Bruna | lista civica per Ricaldone sviluppo territorio   | Sindaco | [ 6 ] |

## Galleria d'immagini

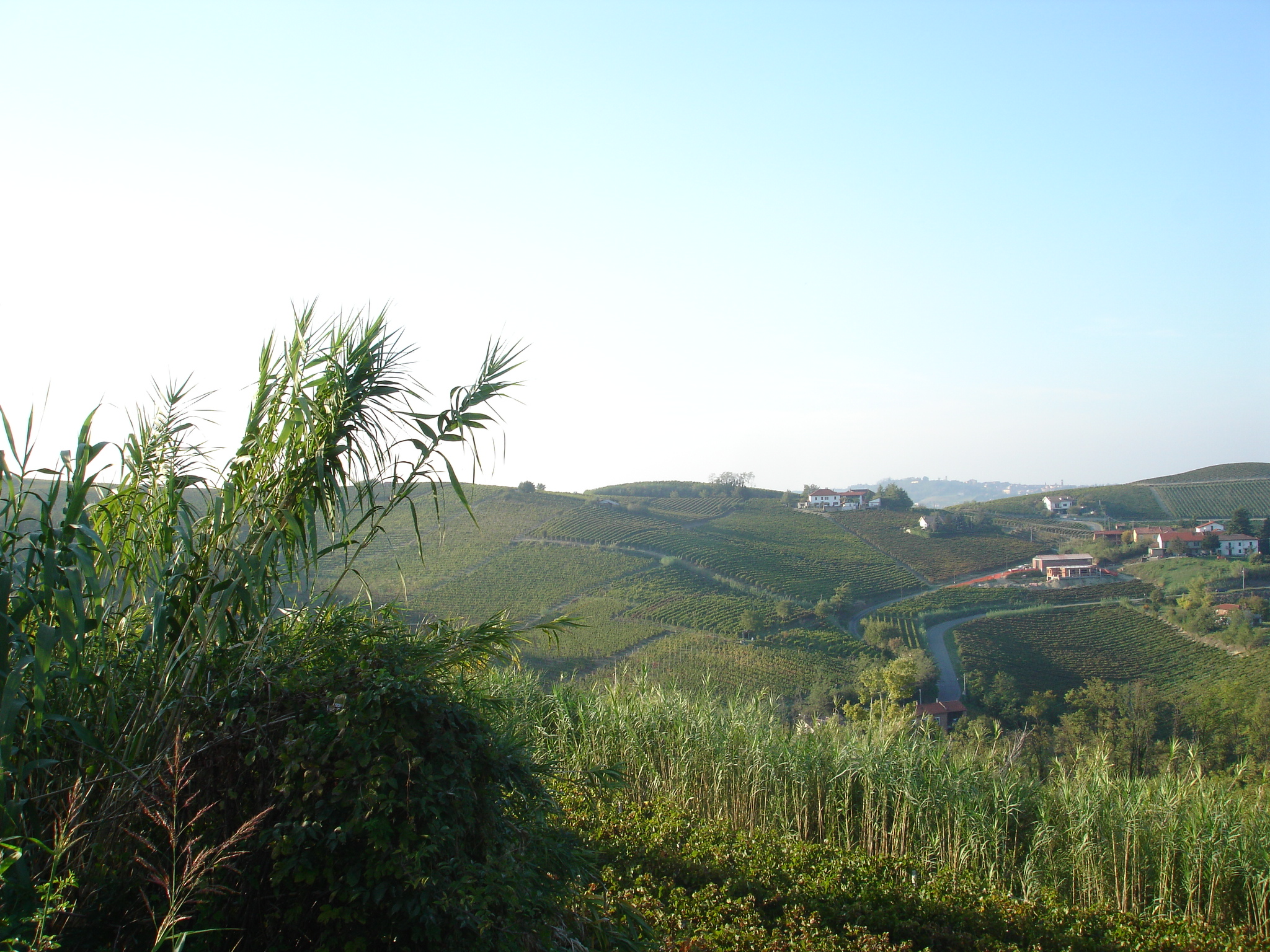
Le colline del vino
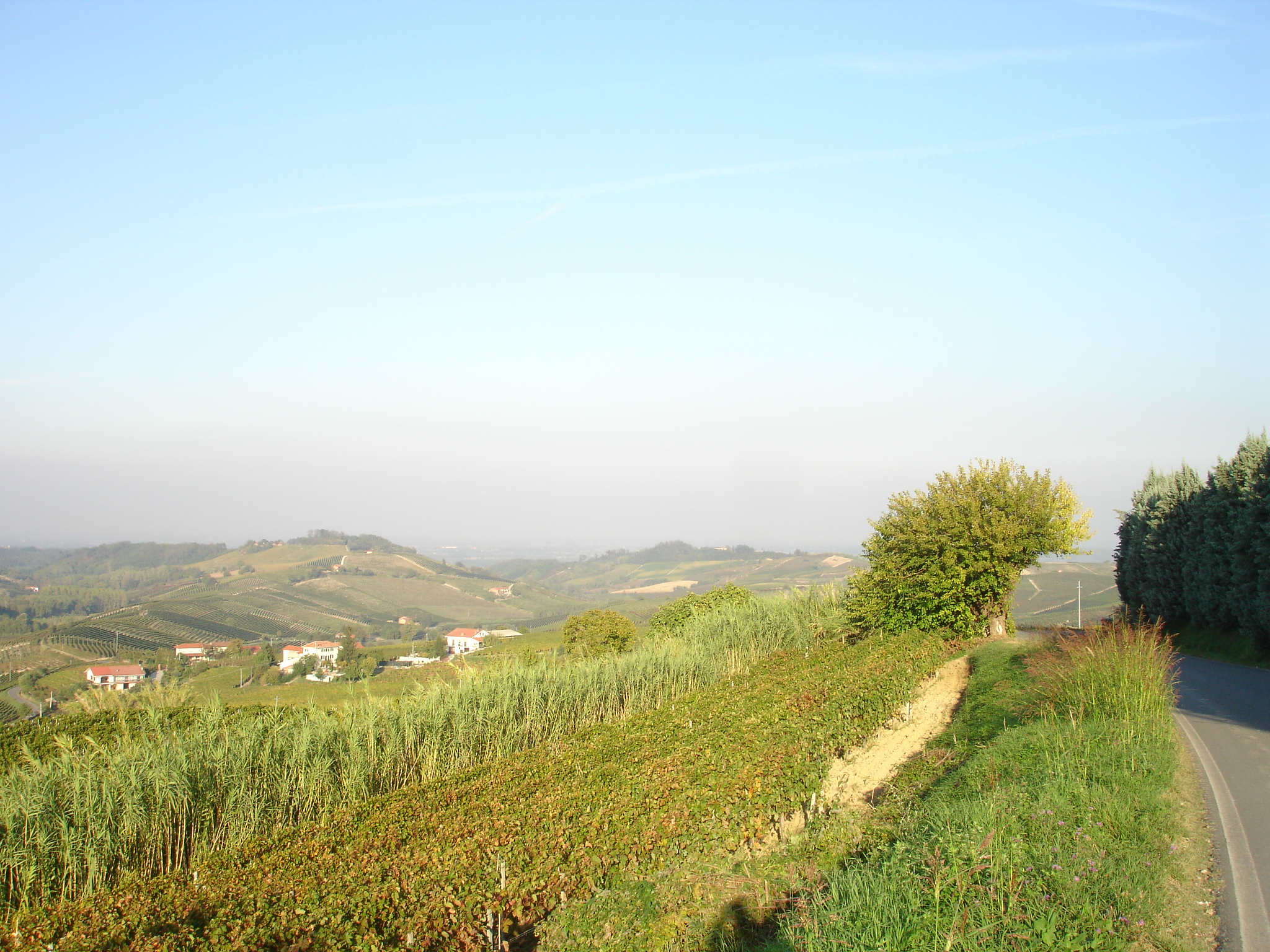
Le vallate ed i vigneti nel circondario di Ricaldone
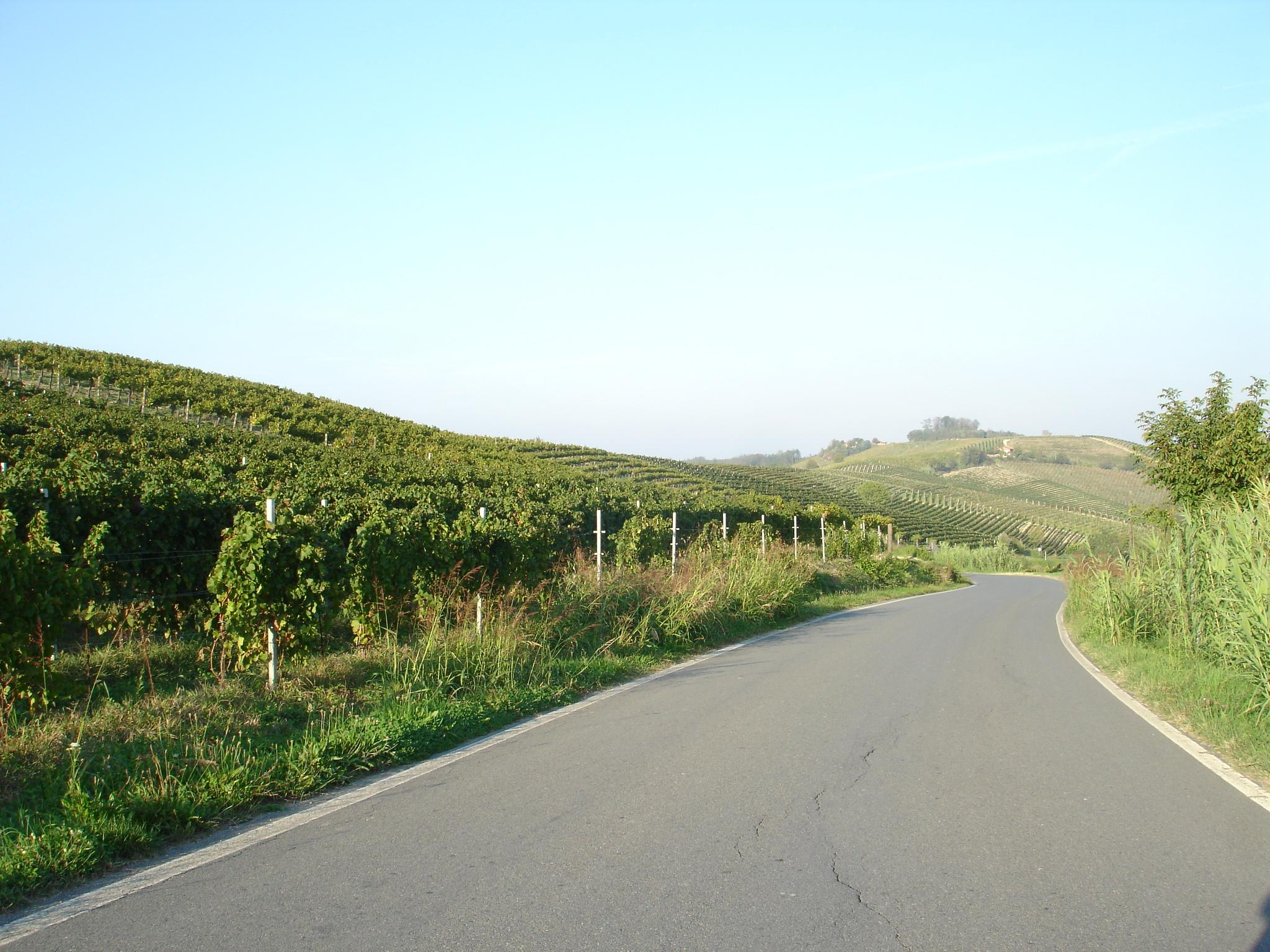
I vigneti nel circondario di Ricaldone
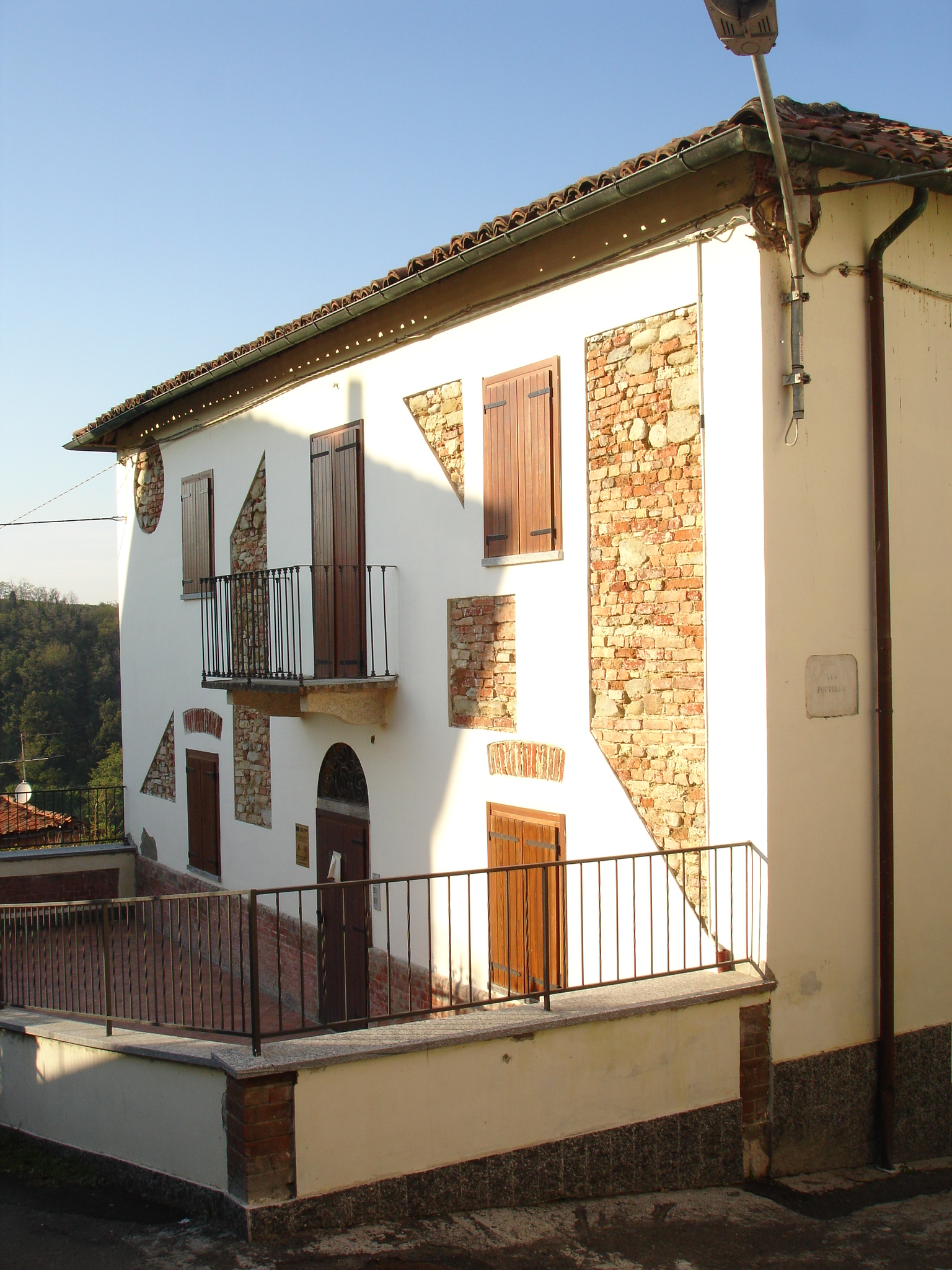
Museo e Centro Documentale Luigi Tenco